# Marian Lupu
Marian Lupu (ur. 20 czerwca 1966 w Bielcach) – mołdawski polityk i ekonomista, członek Partii Komunistów Republiki Mołdawii (PCRM), następnie przewodniczący Demokratycznej Partii Mołdawii (PDM). Przewodniczący Parlamentu Republiki Mołdawii w latach 2004–2009 oraz 2010–2013, kandydat w wyborach prezydenckich w listopadzie i grudniu 2009. W latach 2010–2012 pełniący obowiązki prezydenta Mołdawii.

## Życiorys
Marian Lupu w 1987 ukończył ekonomię na Państwowym Uniwersytecie Mołdawskim w Kiszyniowie. W latach 1987–1991 studiował na Akademii Ekonomicznej w Moskwie. W 1994 odbył kurs makroekonomii w Instytucie Międzynarodowego Funduszu Walutowego w Waszyngtonie. W 1996 ukończył kurs handlu międzynarodowego w Instytucie Światowej Organizacji Handlu w Genewie.
W 1991 rozpoczął pracę w departamencie zagranicznych stosunków gospodarczych Ministerstwa Gospodarki. W 1997 został dyrektorem tego departamentu. Jednocześnie, w latach 1992–2000 kierował programem TACIS, zajmującym się pozyskiwaniem funduszy z UE.
W czerwcu 2001 Marian Lupu został wiceministrem gospodarki. W sierpniu 2003 objął stanowisko ministra gospodarki w rządzie premiera Vasile Tarleva. W wyniku wyborów parlamentarnych z 6 marca 2005 uzyskał mandat poselski z listy Partii Komunistów Republiki Mołdawii. 24 marca 2005 został wybrany na przewodniczącego Parlamentu Republiki Mołdawii. Na stanowisku tym zasiadał do 5 maja 2009. W wyniku wyborów z 5 kwietnia 2009 dostał się ponownie do parlamentu z ramienia PCRM.
10 czerwca 2009 wystąpił z Partii Komunistów Republiki Mołdawii i dołączył do pozaparlamentarnej Demokratycznej Partii Mołdawii. 19 lipca 2009 został nowym przewodniczącym tego ugrupowania. Pod jego przywództwem Demokratyczna Partia Mołdawii powróciła do parlamentu w wyniku powtórnych wyborów parlamentarnych z 29 lipca 2009. Zdobyła w nim 13 miejsc, a Marian Lupu po raz trzeci objął mandat deputowanego.
8 sierpnia 2009 wraz z liderami trzech pozostałych opozycyjnych partii politycznych, Vladem Filatem, Mihaiem Ghimpu oraz Serafimem Urecheanem, utworzył Sojusz na rzecz Integracji Europejskiej, koalicję, którego celem było przejęcie władzy od Partii Komunistów Republiki Mołdawii.
28 sierpnia 2009 sojusz ogłosił Mariana Lupu swoim kandydatem w wyborach na prezydenta Mołdawii. 8 października 2009 został pierwszym oficjalnym kandydatem do urzędu prezydenta, zgłoszonym przez 26 deputowanych Sojuszu na rzecz Integracji Europejskiej. Pozostał jedynym kandydatem w I turze wyborów w dniu 10 listopada 2009. Poparło go wówczas 53 deputowanych koalicji rządzącej. Do wyboru zabrakło mu 8 głosów – 48 deputowanych komunistycznych zbojkotowało głosowanie. W II turze wyborów z 7 grudnia 2009, podobnie jak w poprzedniej, zdobył 53 głosy i nie uzyskał elekcji na urząd prezydencki.
Po wyborach parlamentarnych z listopadzie 2010 Marian Lupu 30 grudnia tegoż roku został wybrany na stanowisko przewodniczącego Parlamentu Republiki Mołdawii głosami koalicji Demokratycznej Partii Mołdawii, Partii Liberalno-Demokratycznej oraz Partii Liberalnej. Jako przewodniczący przejął również obowiązki prezydenta od premiera Vlada Filata. Wykonywał je do 23 marca 2012, kiedy to urząd prezydenta objął Nicolae Timofti.
25 kwietnia 2013 odszedł ze stanowiska przewodniczącego parlamentu. W wyborach w 2014 Marian Lupu ponownie startował z kierowanej przez siebie PDM, uzyskując mandat poselski na kolejną kadencję. W 2016 na funkcji przewodniczącego PDM zastąpił go Vladimir Plahotniuc.
Odznaczony Orderem Republiki.

## Życie prywatne
Żonaty, ma dwoje dzieci.